# Політковський Олександр Володимирович
Олександр Володимирович Політковський (нар. 15 вересня 1953, Москва) — радянський і російський журналіст, режисер і продюсер, телеведучий, політичний оглядач, публіцист  Президент створеного ним ЗАТ «Студія Політковського» . Викладач Московського інституту телебачення і радіомовлення «Останкіно», засновник Вищої школи телебачення Олександра Політковського .

## Особисте життя

### Сім'я
Олександр Політковський був одружений з журналісткою і правозахисницею Ганною Політковською. Згідно з книгою Євгена Додолева «Бітли перебудови», вони познайомилися в період, коли Ганна була ще школяркою, а за нареченою Олександр приїхав з авоською, в якій була пляшка горілки (була випита в РАГСі). Від цього шлюбу в Олександра і Ганни є син Ілля і дочка Віра. Разом Олександр і Ганна прожили 21 рік, фактично розлучившись 2000 року, але не розриваючи шлюб до самої смерті Ганни. 
Ганна Політковська загинула 7 жовтня 2006 року: її вбили невідомі в під'їзді її ж будинку. На думку Олександра, його дружину було вбито через професійну діяльність, а в її смерті міг бути зацікавлений Володимир Гусинський , проте він припускає малоймовірним розкриття вбивства. За його словами, «завжди були, є і будуть» люди, які захочуть нажитися і пропіаритися на цьому вбивстві. На думку сина, Іллі, до вбивства матері «причетні окремі співробітники ФСБ та їхні агенти» .
Ганну Олександр називав складною людиною, при цьому розділяючи свої особисті стосунки з нею і професійні якості. Він говорив, що і вона допомагала йому стати журналістом, і він допомагав їй стати самостійною журналісткою, особливо після 1996 року. Себе він характеризував як репортера, а вид діяльності Ганни характеризував не стільки як журналістику, скільки як «чи то письменництво, чи то щось іще» і як «якусь тривогу за справедливість, яку виливають на газетні шпальти». Як репортер, він не схвалював її пристрасть до «письменництва» .